# ライオンお笑いネットワーク
『ライオンお笑いネットワーク』（ライオンおわらいネットワーク）は、1970年10月5日から1975年3月まで日本テレビ系列局で放送されていた読売テレビ製作の演芸番組である。カラー放送。ライオン油脂とライオン歯磨（現・ライオン）のグループ単独提供。ここでは、レギュラー番組終了後の『お笑いネットワーク』についても記す。

## 概要
大阪・心斎橋筋にあった日立ホール（後に南海ホールを経て心斎橋筋2丁目劇場）で公開録画を行っていた寄席演芸番組。夢路いとし・喜味こいし、中田ダイマル・ラケット、暁伸・ミスハワイ、海原千里・万里、桂米朝、桂文珍、笑福亭仁鶴、笑福亭鶴光といった上方漫才・上方落語の演者たちをメインにした内容で、平日の昼の時間、ゆったり・のんびりと楽しめる寄席演芸番組として、主に主婦層や年配者層をターゲットにしてのオンエアを展開してきた。
この番組を放送するまでの読売テレビは千日劇場と関係が深く、当時人気のあった道頓堀角座は朝日放送が、うめだ花月は毎日放送が押さえていた。それゆえに松竹芸能所属の芸人や吉本興業所属の芸人も両局に出る機会が多く、千日劇場もまた関西テレビとの相乗りであったことで、読売テレビの上方お笑い番組は藤山寛美や大村崑などを主役に据えた自社制作喜劇を中心に凌いでいた。やがて千日劇場自体が凋落して1969年に閉館の憂き目に遭うことで、読売テレビは演芸番組制作に対する姿勢を見直し、松竹・吉本両プロダクションに食い込んで、両社の芸人を中心にブッキングした貸しホールでの収録番組に注力することに切り替えた。それまでの読売テレビの演芸番組は東京・日本テレビからの『笑点』、『お笑いカラー寄席』、『夜の笑待席』、『東宝名人会中継』など東京演芸ばかりであったものが、この番組の登場でようやく自前の上方演芸番組を持てるようになった。

## 放送時間
いずれも日本標準時。
- 月曜 - 金曜 13:30 - 13:55 （1970年10月 - 1971年3月）
- 月曜 - 金曜 13:45 - 14:00 （1971年4月 - 1971年12月） - 放送枠が10分縮小。
- 月曜 - 金曜 13:30 - 14:00 （1972年1月 - 1972年3月） - 放送枠が15分拡大。
- 月曜 - 金曜 13:30 - 13:45 （1972年4月 - 1974年3月） - 放送枠が15分縮小。
- 月曜 - 金曜 13:30 - 13:55 （1974年4月 - 1975年3月） - 放送枠が10分拡大し、元の放送時間に復帰。

参考：『放送学研究 28 日本のテレビ編成 別冊2 午後の時間帯』日本放送出版協会、1981年。

## ネット局
データは全国ネット時代のもので、系列も当時の系列。
| 放送対象地域            | 放送局         | 系列                             | 備考 |
| ----------------------- | -------------- | -------------------------------- | --- |
| 近畿広域圏              | 読売テレビ     | 日本テレビ系列                   | 製作局 |
| 北海道                  | 札幌テレビ     | 日本テレビ系列                   | 1972年3月まではフジテレビ系列とのクロスネット局                                                                                              |
| 岩手県                  | テレビ岩手     | 日本テレビ系列 NETテレビ系列     | |
| 宮城県                  | ミヤギテレビ   | 日本テレビ系列 NETテレビ系列     | |
| 山形県                  | 山形放送       | 日本テレビ系列                   | |
| 福島県                  | 福島中央テレビ | 日本テレビ系列 NETテレビ系列     | |
| 関東広域圏              | 日本テレビ     | 日本テレビ系列                   | |
| 石川県                  | 北陸放送       | TBS系列                          | 1973年11月1日から 14:00 - 14:15の枠にて遅れネット                                                                                            |
| 中京広域圏              | 中京テレビ     | 日本テレビ系列                   | 1973年4月から |
| 鳥取県 ↓ 鳥取県・島根県 | 日本海テレビ   | 日本テレビ系列 （NETテレビ系列） | 1972年9月21日までの放送エリアは鳥取県のみで、 かつフジテレビ系列とのクロスネット局 1972年9月22日からは電波相互乗り入れに伴い、島根県でも放送 |
| 広島県                  | 広島テレビ     | 日本テレビ系列 フジテレビ系列    | 全国ネット時代は途中打ち切り 1970年12月1日時点では平日12:30からの時差ネット ローカル時代は土曜・日曜などの午後枠で不定期放送                 |
| 香川県                  | 西日本放送     | 日本テレビ系列                   | 当時の放送エリアは香川県のみ |
| 福岡県                  | 福岡放送       | 日本テレビ系列                   | |
| 長崎県                  | 長崎放送       | TBS系列                          | 14:00から放送 |

再放送VTRに関しては、読売テレビのほかにCS放送のファミリー劇場でも視聴できた。

## レギュラー放送の終了後の『お笑いネットワーク』
レギュラー放送の終了後も『お笑いネットワーク』と題し、2000年代に至るまで読売テレビと番販ネット局で不定期放送されていた。1978年10月からは、読売テレビが音声多重放送を開始したのに伴い、寄席演芸番組としてはいち早いステレオ放送を実施。放送時間は原則30分であったが、1980年代後期 - 1990年代前期には60分枠での放送がメインとなり、その際には『お笑いネットワークスペシャル』と題して放送されていた。また、この頃には太平サブロー・シローをレギュラーMCに据え、サブロー・シローを中心とするコミックバンドのコーナーをレギュラー企画として行っていたこともある。しかし、読売テレビと吉本興業が共同製作した演芸特番『ZAIMAN』が1999年12月にスタートしてからは放送頻度が減少。しばらくの間は同特番と並行放送されていたものの、やがて番組収録も放送も行われなくなっていった。
ちなみに、『お笑いネットワーク』への改題当初は読売テレビ本社スタジオで収録を行っていたが、後に大阪近辺の寄席・演芸場や貸ホールで行うようになり、1996年からは大阪府立上方演芸資料館（ワッハ上方）内にあるワッハホールで行っていた。

## テーマ曲
- ハレルヤ（マイケル・フォーチュナティ）
- ドラゴンクエスト「序曲」（交響組曲版、すぎやまこういち）- レギュラー放送終了後の1980年代後半過ぎから

## DVD
2003年にポニーキャニオンから番組の編集版DVDが順次発売された。
- お笑いネットワーク発 漫才の殿堂 横山やすし・西川きよし
- お笑いネットワーク発 漫才の殿堂 太平サブロー・シロー
- お笑いネットワーク発 漫才の殿堂 コメディNo.1
- お笑いネットワーク発 漫才の殿堂 ザ・ぼんち
- お笑いネットワーク発 漫才の殿堂 海原千里・万里
- お笑いネットワーク発 漫才の殿堂 オール阪神・巨人
- お笑いネットワーク発 漫才の殿堂 西川のりお・上方よしお、中田カウス・ボタン
- お笑いネットワーク発 漫才の殿堂 喜味こいし・夢路いとし
- お笑いネットワーク発 漫才の殿堂 Wヤング
- お笑いネットワーク発 漫才の殿堂 B&B
- お笑いネットワーク発 漫才の殿堂 中田ダイマル・ラケット

## 放送ライブラリーにおける視聴
神奈川県横浜市にある放送ライブラリーでは、番組そのものの映像は公開されていないものの、再編集した映像で構成の3時間特番『特選!!思い出の漫才コンビベストテン』（1988年3月26日に読売テレビで放送された後、中京テレビなどで番販ネット）は公開されている。同特番には、駆け出し時代の明石家さんまが兄弟子の五所の家小禄と漫才を演じた1977年当時の映像も含まれている。